# تقاطع (خيال)

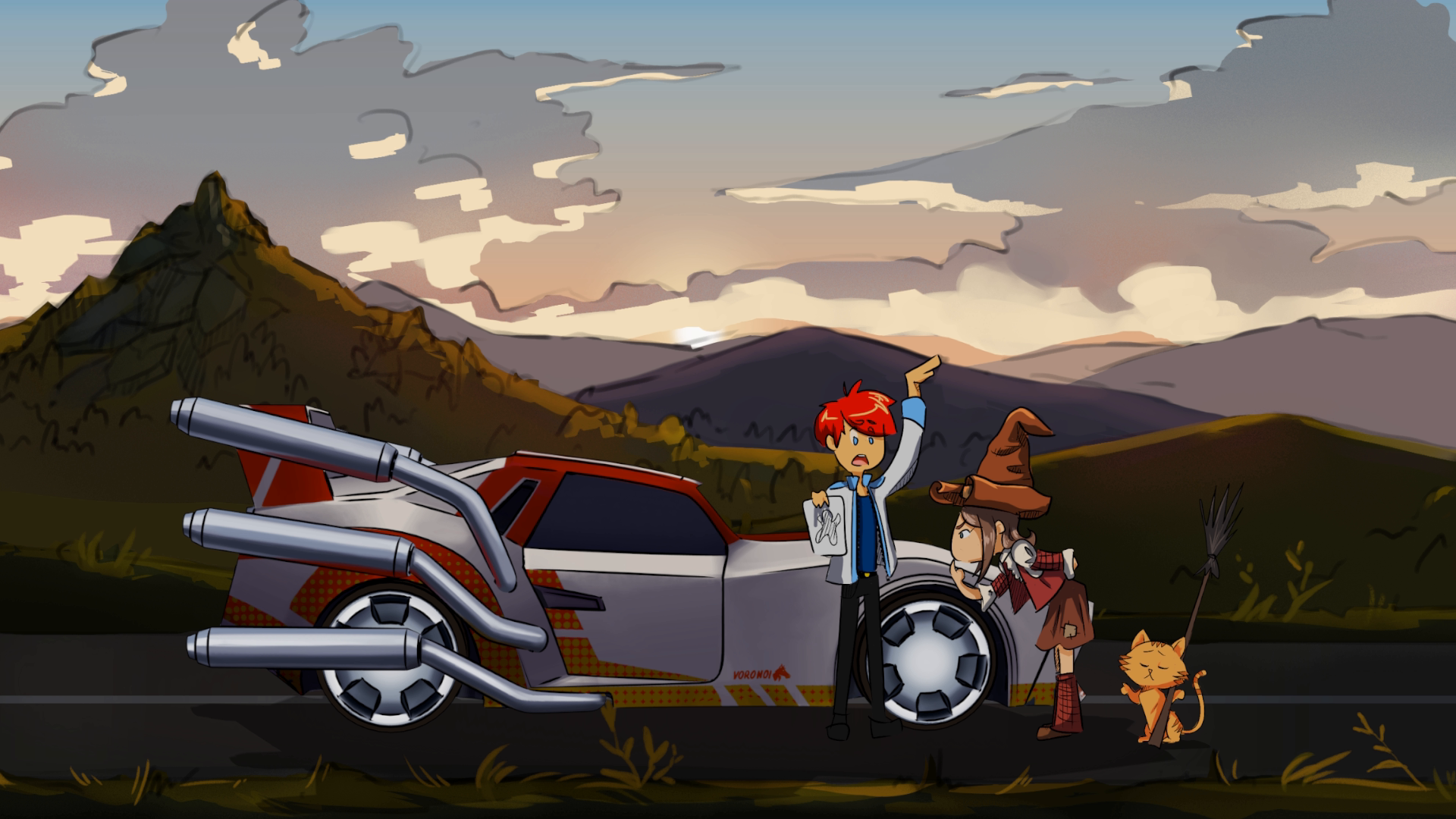
الظهور الخاطف لإيفان تساريفيتش والشخصيتين الرئيسيتين لمسلسل الرسوم المتحركة بيبر وكاروت ضمن أحداث الحلقة الرابعة من مسلسل الرسوم المتحركة موريفنا نموذج على التقاطع في القصة.

التقاطع في الأدب هو وضع شخصيتين أو أكثر من الشخصيات الخيالية، أو زمان ومكان الحكاية، أو العوالم المنفصلة في سياق قصة واحدة. يمكن أن تتم التقاطات في القصة بصورة رسمية من خلال الاتفاقات القانونية بين أصحاب حقوق الطبع والنشر، أو ملكية الشركة لكلا الشخصيتين، أو بصورة غير رسمية وغير قانونيّة على يد بعض المعجبين.

## التقاطعات الرسمية وغير الرسمية

### التقاطعات الرسمية
غالبًا ما يتم عمل التقاطعات في الأعمال الأدبية والفنية بصفة رسمية مُتفق عليها كي يتمكن أصحاب حقوق الملكية الفكرية للشخصيات والقصص المتقاطعة معاً من جني الأرباح المالية للجمع بين اثنين أو أكثر من شخصياتهم وحكاياتهم الشعبية الراسخة. في بعض الأحيان الأخرى يمكن أن يعمل التقاطع على تقديم مفهوم جديد مشتق من مفهوم أقدم.
تنشأ التقاطعات في االأدب والفنون عادةً بين الشخصيات والممتلكات التي يمتلكها مالك واحد، ولكنها نادرًا ما تتضمّن أشياء مملوكة لمالكين مختلفين، ويُشترط لحدوث ذلك أن يتم التغلب على العقبات القانونيّة التي تضمن حقوق المالكين. قد تنطوي بعض التقاطعات أيضًا على استخدام الأحرف والعلامات التي باتت متداولة في المجال العام إلى جانب تلك التي يمتلك صناع العمل حقوق ملكيتها بالفعل.
بعض التقاطعات قد يتم تبريرها ضمنياً خلال القصة، مثل كون الشخصيات جيران (كما فعل فريق عمل مسلسلي كوميدا الموقف الأمريكيين ذا غولدن غيرلز وإمبتي نيست) أو أنهما قد التقيا بسبب تلاشي الحدود بين الأبعاد، أو بسبب ظاهرة مشابهة (وهو تفسير كثيراً ما يستخدم في قصص الخيال العلمي التي يكون لها مالكين مختلفين)، والبعض الآخر قد لا يتم تبريره وتفسيره على الإطلاق، ومن الممكن اعتباره حادث عبثي أو ببساطة حدث خوارقي داخل بيئة القصة الخيالية يمكن تقبله بمرور تسلسل الأحداث. ومع ذلك، يميل مؤلفون آخرون إلى جعل علاقات التقاطع بين عالمين خياليين أو أكثر مربكة عن قص، كما هو الحال في تقاطع أحداث مسلسل عائلة سمبسون وأحداث مسلسل فيوتشوراما بحيث يمثّل كلاهما عرضاً خياليّاً ضمن سياق الآخر.

### التقاطعات غير الرسمية
بخلاف التقاطعات التي تتم بشكل رسمي، هناك تقاطعات تحدث بصورة غير رسمية تحدث نتيجة للمتعة الفنية التي يقدمها العمل الأصلي.غالبًا ما تظهر هذه التقاطعات غير الرسمية في أدب المعجبين، أو في أفلام الهواة التي ينتشر فيها المجاز والإسقاط والنقد.
كثيراً ما تكون التقاطعات الرسمية محاصرة بمخاوف من الوقوع عدة مشكلات مثل حقوق النشر، ودفع قيمة التعاقدات، واختلاف جودة الكتابة، وحقوق ملكية الشخصيات، بينما لا تكون التقاطعات غير الرسمية محاصرة بمثل هذه القيود ما لم يقاضيها مالكي حقوق توزيع المواد الأصلية. من الأمثلة الجيدة على هذا النوع من التقاطعات فيلم المعجبين بالحركة الحية غير المصرح به باتمان النهاية المميتة، والذي جمع بين شخصيات باتمان وبريداتور وألين في مكان واحد.
يمكن أن تحدث التقاطعات غير الرسمية من خلال سيناريو ماذا لو، كما هو الحال في مسلسل الأنمي فاميلي غاي حين ظهرت شخصية روجر من مسلسل الأنمي أب أمريكي، بينما ظهرت شخصية برايان غريفين من مسلسل فاميلي غاي في مسلسل أب أمريكي.
ظهرت شخصيات روجر، ورالو تابس، وكلاوس هيسلر في إحدى حلقات مسلسل فاميلي غاي بعنوان إنه فخ! في محاكاة ساخرة لفيلم حرب النجوم، كما ظهرت شخصيات مثل موف جيرجرود، ونين نونب، والأدميرال أكبر ضمن أحداث الحلقة السابعة من مسلسل بونز، والتي حملت عنوان (الطريق إلى القطب الشمالي)، كحزء من هلوسة تفاعلية تحدث لوكيل مكتب التحقيقات الفدرالي سيلي بوث (الذي يلعب دوره ديفيد بورياناز) حين يواجه مشكلات تتعلق باحتمال أن يصبح متبرعًا بالحيوانات المنوية على سبيل رد الجميل.
ظهرت كذلك شخصية إلمو من مسلسل شارع السمسم كجزء من هلوسة حدثت لكوني راي في المسرحية الهزلية التليفزيونية عائلة توركلسون. كثيراً ما يتم دمج أفلام الخيال العلمي مع المسلسلات المختلفة مثل أفلام حرب النجوم وستار تريك بابل 5، وبوابة النجوم. وفي بعض الألعاب القتالية مثل لعبة موجين تدمج العديد من الشخصيات الخيالية المأخوذة من مسلسلات تلفزيونية وأفلام متنوعة داخل ألعاب الفيديو.

## في الأنمي
لا تُعد التقاطعات عملًا شائع الحدوث في الرسوم المتحركة، ويكون معظمها في المسلسلات الهزلية أو البرامج التلفزيونية الحية ما بين شخصيات على الأرجح مملوكة لنفس الشركة أو الشبكة المنتجة والموزعة للعمل، مثل مسلسل الرسوم المتحركة (مغامرات أولاد الجيران) المملوك لقناة كارتون نتورك والذي تضمنت حلقاته خمسة تقاطعات مع مسلسلات الرسوم المتحركة مغامرات بيلي وماندي، وإد، وإدد وإدي، وأولاد الجيران المشاغبون، وفتيات القوة، وسكوبي دو، وجميعها مسلسلات رسوم متحركة مملوكة لنفس الشركة المنتجة والموزعة وهي قناة كارتون نتورك.
كما تعاون صناع مسلسلي الرسوم المتحركة الامريكيين بن 10: ألتيمت إليين، وجينيرايتور ريكس، وقدّما معاً مسلسل الرسوم المتحركة بن 10/جينيرايتور ريكس: اتحاد الأبطال. ظهرت كذلك شخصيات من مسلسلي الرسوم المتحركة العم جدو، وستيفن البطل معاً في حلقة متقاطعة بعنوان «قُل العمّ». حدث نفس الشيء مع مسلسلي الرسوم المتحركة فتيات القوة وأبطال التايتنز انطلقوا حين ظهرا معاً في حلقة متقاطعة حملت عنوان (تي تي جي ضد بي بي جي).
عرض مسلسل الرسوم المتحركة أوكيه كيه او! فلنكن الأبطال بعنوان (تقاطع السلسلة) للاحتفال بمرور 25 عامًا على تأسيس قناة كارتون نتورك، وضمت الحلقة عدة شخصيات رئيسية من مسلسلات شبكة كارتون نتورك مثل غارنت من مسلسل ستيفن البطل، وريفان من مسلسل أبطال التايتنز انطلقوا إلى جانب الشخصيات الرئيسية من مسلسل بن 10: ألتيمت إليين. احتوت معظم الحلقات الأخيرة من أجزاء مسلسل الرسوم المتحركة ليلو وستتش (وهو النسخة التليفزيونية من فيلم ليلو وستتش) تقاطعات مع العديد من أعمال الرسوم المتحركة الأخرى المملوكة لشركة ديزني مثل مسلسلات الرسوم المتحركة ذا براود فاميلي، ودامو ستحيل، والفسحة، والتنين الأمريكي: جيك لونغ.
تُعتبر ثلاثية أفلام جيمي تيمي باور أور نموذجاً آخر، حيث يقوم جيمي نيوترون وتيمي تيومر بتبادل الأدوار.
تضمن أحد مسلسلات ديزني الشهيرة أيضًا وهو مسلسل الرسوم المتحركة هرقل، والمأخوذ عن فيلم الرسوم المتحركة هرقل الذي صدر عام 1997 حلقة بعنوان (هرقل والليلة العربية) والتي حدث فيها تقاطع بين كل من شخصيات المسلسل وشخصيات الفيلم وبين شخصيات فيلم علاء الدين من إنتاج ديزني، وفيها يحاول كل من هاديس وجعفر التخلص من أعداء بعضهما البعض حيث يحاول هاديس هزيمة علاء الدين، بينما يحاول جعفر هزيمة هرقل. تقاطع آخر حدث في مسلسل روغراتس، حين تقطعت السبل بروغراتس ليجد نفسه في جزيرة مع عائلة ثورنبيري من مسلسل الرسوم المتحركة الأمريكي عائلة ثورنبيري. في مسلسل الرسوم المتحركة مختبر دكستر نجد القرد المجنون الذي يحاول اقتناص قرد دكستر والذي يكون هو نفسه ضحية للاقتناص في وقت لاحق، نجد هذه التفصيلة تتقاطع مع فيلم ساموراي جاك حين يطارد جاك المجنون الساموراي جاك.
كانت التقاطعات خلال سبعينيات وثمانينيات القرن العشرين شائعة بشكل خاص بين أعمال شركة هانا باربارا، مثل أفلام سكوبي دو الجديدة التي ظهرت فيها شخصيات من أفلام أخرى مثل هارلم جلوبتروترز، وجوزي أند ذا بوسيكاتس، وجيني، وسبيد باغي، وباتمان وروبن، وعائلة أدامز. كما صدرت بعد ذلك سلسلة أفلام نجوم هانا-باربيرا ال10، والتي تضمنت العديد من التقاطعات، مثل فيلم تلتقي عائلة جيتسون تقابل عائلة فلينستون. ثم وصل الأمر إلى أقصى الحدود في سلسلة أفلام لاف إيه ليمبكس التي استمرت بدءاً من عام 1977 وحتى عام 1979، والتي جمعت شخصيات هانا باربارا في سلسلة منتظمة واحدة.
لا تكون التقاطعات بالضرورة بين شخصيات خاضعة للملكية المشتركة. فقد حدثت اثنتان من أبرز التقاطعات في أعمال الرسوم المتحركة بين شخصيات مملوكة لشركات مختلفة. كان أحدها هو فيلم ديزني الشهير من ورط الأرنب روجر، والذي حوى شخصيات مملوكة لشركات مختلفة أبرزها شركة والت ديزني، وشركة وارنر براذرز، حيث ظهرت شخصيات مثل دافي داك، ودونالد داك معاً في مشهد واحد تبادل فيه الاثنان الضربات مع عزف ثنائي على البيانو. وفي مشهد لاحق من نفس الفيلم ظهر باغز باني وميكي ماوس وهما يقفزان بالمظلات معًا (ولتجنب المشكلات القانونية، يُقال أنه تم كتابة النص لميكي وباغز بحيث قال كل منهما نفس العدد بالضبط من الكلمات في الفيلم). يتضمن الفيلم أيضًا تقاطعات لشخصيات مملوكة لشركة إم جي إم. في نهاية الفيلم، تظهر جميع الشخصيات الكارتونية المملوكة لجميع شركات الرسوم المتحركة المشاركة لأداء أغنية الفيلم، والتي يختتمها بوركي بيغ قائلاً كلماته الشهيرة متلعثمًا «هذا كل شيء، أيها الناس!» ثم ينهي تينكر بيل المشهد بتلاشي سحري.
في 27 فبراير 1998، عرضت قناة فوكس كيدز حلقة متقاطعة من مسلسل الرسوم المتحركة باور رينجرز في الفضاء ومسلسل الرسوم المتحركة الشهير سلاحف النينجا: الطفرة التالية حملت عنوان (صدمة شل). وفي 4 أكتوبر 1997، عرضت وارنر براذر كيدز أول فيلم تليفزيوني تقاطعت فيه شخصيتي باتمان وسوبر مان، والذي حمل عنوان خيرة العالم.
وفي عام 1990، عُرض مسلسل الرسوم المتحركة أول ستارز تو ذا ريسكيو، والذي ظهرت فيه العديد من شخصيات الرسوم المتحركة الشهيرة للأطفال في صباح يوم السبت من كل أسبوع بهدف للترويج لبعض الرسائل التوعوية مثل مكافحة المخدرات. قامت قنوات أي بي سي، وسي بي إس، وفوكس، وإن بي سي ببث هذا العرض الخاص لمدة نصف ساعة صباح يوم السبت والذي ظهرت فيه شخصيات من أعمال جميع هذه الشركات مثل شخصيات هيوي وديوي وليوي والمعروفة في البلدان العربية بأسماء كركور وفرفور وزرزور (من مسلسل شركة ديزني حكايات بطوط) وشخصيات ويني-ذا-بوه، وتايغر، وسلايم من مسلسل صائدو الأشباح، ومايكل أنغلو (من مسلسل سلاحف النينجا)، وباغز باني، ودافي داك، وألفين والسناجب، والسنافر، وألف (من فيلم الرسوم المتحركة القصير آلف)، وغارفيلد، والثلاثي بيغي، وكيرمت، وجونزو (من مسلسل الدمى المتحركة مابت شو لجيم هينسون). منحت شركات الرسوم المتحركة حق الاستخدام الغير محدود وبدون حقوق ملكية لشخصياتها الكرتونية لصالح هذا المشروع، وهو إنجاز لم يسبق له مثيل من قبل، كما أنه لم يتكرر منذ ذلك الحين. ظهر في مقدمة المسلسل أيضًا كل من الرئيس الأمريكي آنذاك جورج دبليو بوش وزوجته باربرا بوش، وتم توزيعه مجانًا على المدارس وأسواق الفيديو الأمريكية.
اشتهر فنان المانغا الياباني ليجي ماتسوموتو بتقاطع شخصيات قصصه وشخصياته المختلفة مع بعضها البعض مثل الكابتن هارلوك، وجالاكسي إكسبرس 999، والملكة ميلينيا، والتي كُتبت جميعها في الأصل كقصص منفصلة قائمة بذاتها، ثم بدأت تتقاطع مع بعضها البعض كما في قصة أسطورة مايتل حيث نكتشف أن الملكة بروميثيوم هي ذاتها يوكينو ياوي بطلة رواية الملكة ميلينيا. قام ماتسوموتو أيضًا بإدخال العديد من التقاطعات في فيلم ياماتو محارب الفضاء، وهو فيلم رسوم متحركة عمل فيه كمخرج، على الرغم من كون حقوق شخصية ياماتو مملوكة بالفعل لشركة يوشينوبو نيشيزاكي.
تتميز سلسلة أفلام المحاكاة الساخرة درون توغيذر الموجهة إلى للبالغين بالعديد من التقاطعات، حيث ظهرت في بعضها شخصيات مثل بيتر، ولويس غريفن كما هي من مسلسل الرسوم المتحركة فاميلي غاي، بينما أضاف بعضها الآخر تطورًا في الشخصية، مثل النسخة القاتلة من شخصية بامبي في الفيلم الذي يحمل الاسم ذاته، أو النسخة المثليّة من إلمر فود من سلسلة أفلام لوني تيونز.
ومن ِأشهر التقاطعات في أفلام شركتي ديزني ومارفل هي الحلقة المتقاطعة التي حملت عنوان فينياس وفيرب: مهمة مارفل، والتي ضمت أبطالاً خارقين مثل سبايدر مان وأيرون مان، والرجل الأخضر، وثور، وشخصيات شريرة مثل مودوك، وويبلاش، وريد سكال، وفينوم من أفلام مارفل للرسوم المتحركة إلى جانب شخصيات فينياس وفيرب من أفلام ديزني حيث تدور أحداث القصة حول محاولة فينياس وفيرب استعادة القوة لأبطال مارفل الذين سلبهم دوفينشميرتس قوتهم.
تضمن مسلسل عائلة سمبسون خلال موسمه السادس والعشرين عدة تقاطعات مع مسلسلات فاميلي غاي وفوتوراما. في في اولى حلقات للموسم الثالث عشر من مسلسل فاميلي، والذي استمر لمدة ساعة، التقى غريفينز بعائلة سمبسون، والتي التقت بعد ذلك بطاقم بلانيت إكسبريس في حلقة مسلسل عائلة سمبسون التي حملت عنوان (سمبسونراما).
في سلسلة ديزني هاوس أوف ماوس، نجد ميكي ماوس وأصدقاؤه يذهبون إلى ملهى ليلي يضم شخصيات أخرى من ديزني.
يمكن أن تتضمن أفلام الويبتون (وهي عروض متحركة على شبكة الإنترنت) تقاطعات مختلفة مع بعضها البعض ومع أعمال مستخدمي موقع يوتيوب وغيره من المواقع الأخرين. وهناك العديد من الأمثلة على ذلك مثل ظهور كيت من سلسلة تومسكاس كراش زوم في سلسلة إدزوورلد كخدعة. كما ظهرت شخصيتان من سلسلة إدزوورلد هما أوركس ودوركس في بعض حلقات سلسلة كراش زوم. ويُعتبر برنامج معركة الموت نموذجاً آخر على هذا النوع من التقاطعات، وهو برنامج يقوم فيه المضيفان ويز وبومستيك بوضع شخصيتين من أعمال مختلفة معًا لمحاربة بعضهما البعض. وتكون هذه الشخصيات عادةً من شخصيات مسلسلات التليفزيون، أو الأفلام، أو ألعاب الفيديو، أو الأعمال الكوميدية. هناك العديد من البرامج الأخرى التي حاولت محاكاة برنامج معركة الموت، واتبعت أنماطاً مماثلة مثل ون مينيت ميلي، وكارتون نادي القتال، وعروض معركة الموت، وهي سلسلة فرعية مماثلة لبرنامج معركة الموت.
تشكّلت حلقات مسلسل هارفي جيلز فوريفر الأولى، وهو مسلسل من أعمال شركة نتفلكس الأصلية، من تقاطعات مع المسلسل الكوميدي أودري الصغيرة، ومسلسل دوت الصغيرة، ومسلسل لوتا الصغيرة، ثم تضمنت حلقات لاحقة في الموسم الثالث والرابع تقاطعات مع مسلسلات أخرى مثل مسلسل ريتشي ريتش، ومسلسل كاسبر الشبح الودود.
ظهرت العديد من شخصيات مسلسلات وأفلام الرسوم المتحركة في حلقات متقاطعة وأفلام وعروض خاصة بغض النظر عن مدى قانونية تلك الوسائل التي لا يزال بعضها محلا للجدل.